# Jean-Baptiste Achille Zo
Jean-Baptiste Achille Zo (Baiona, 31 de julho de 1826 — Bordéus, 2 de março de 1901), mais conhecido simplesmente como Achille Zo, foi um pintor francês de origem basca do século XIX. Artista de estilo acadêmico, é conhecido por suas contribuições à arte orientalista e suas representações de cenas históricas e populares, especialmente da Espanha.

## Biografia
Jean-Baptiste Achille Zo nasceu em 31 de julho de 1826 em Baiona, cidade integrada à região histórica do País Basco francês. Órfão de pai aos catorze anos e inicialmente vidraceiro, profissão que herdou de seu falecido pai, Achille Zo começou sua formação estudando desenho na Academia Municipal de Baiona sob a orientação de Jean-Baptiste Gallian, recebendo prêmios em seus primeiros anos de aprendizado (1840, 1841). Posteriormente, mudou-se para Bordéus, onde trabalhou como aprendiz no estúdio de decoração do teatro da cidade.

## Carreira artística

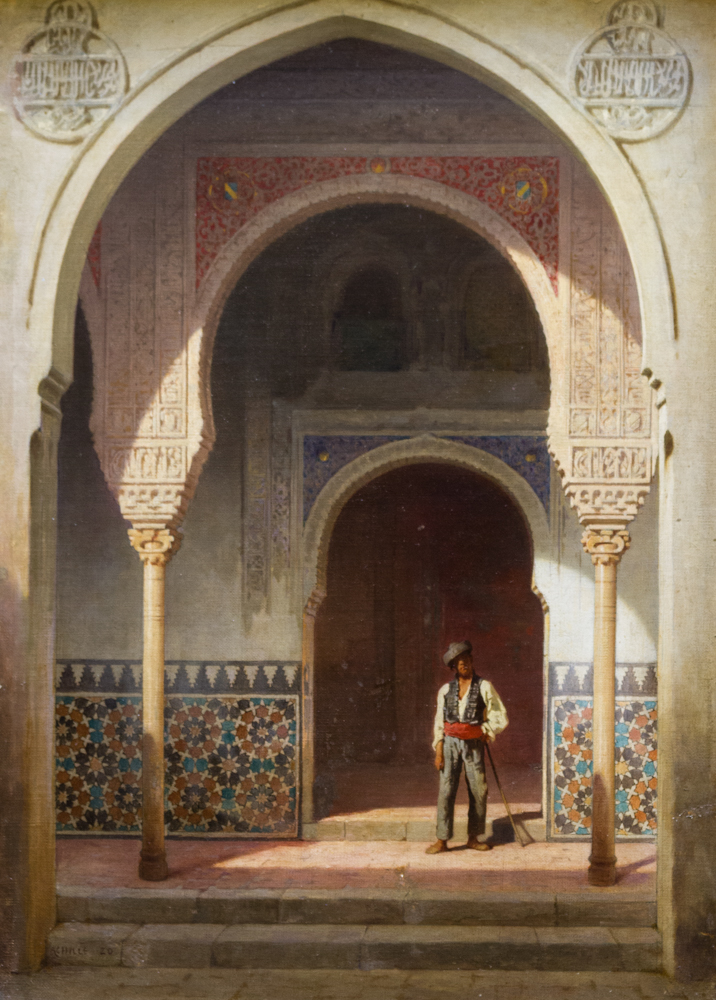
Pátio da Alhambra, 1860, óleo sobre tela, Museu de Belas Artes de Pau

Em 1846, Achille Zo mudou-se para Paris, inicialmente trabalhando na academia do famoso pintor e professor Thomas Couture e, posteriormente, desenvolvendo sua carreira de forma independente. Por razões econômicas, em 1848, ele é obrigado a deixar a capital e retorna a Bordéus para retomar seu ofício no estúdio de decoração. Em 1852, Zo retorna a Paris, onde permanecerá por quase duas décadas, um período que se torna crucial para sua carreira artística. Ao estrear no Salão de Paris no mesmo ano, ele inicia uma participação recorrente, recebendo menção honrosa em 1861 e, em 1868, conquista uma medalha de ouro. Esses reconhecimentos impulsionam sua carreira, levando ao sucesso, especialmente pela apreciação de suas pinturas com temáticas orientalistas, o que resulta em vendas significativas e uma vida confortável.
A situação favorável permite a Zo financiar suas primeiras viagens à Espanha, tornando-se fonte genuína de inspiração. Em sua primeira visita, em 1856, ele explora Madrid, enquanto em 1860 ele retorna ao sul do país em busca de paisagens incomuns e iconografia popular. Durante essas viagens, Zo explora Sevilha, Córdova e Granada, criando inúmeros esboços que servirão como base para muitas de suas pinturas mais importantes. A obra Mercador de escravos, exibida no Salão dos Artistas de Paris em 1852, exemplifica o gosto orientalista da época. Essa exposição marca o início das viagens à Espanha entre 1856 e 1860, que, dentro do contexto do costumbrismo, despertam o interesse de Zo pela cultura espanhola.
Durante os mais de vinte anos vivendo em Paris, Zo conquistou renome como pintor de temas históricos e cenas populares espanholas. No Salão de 1853, apresentou a obra Morte de Henrique IV da Inglaterra, no de 1855 Soldados aventureiros da Idade Média jogando cartas, e em 1859, Parada de Contrabandistas. No Salão de 1861, recebeu elogios do público e da crítica por Família de ciganos em viagem e, especialmente, Ciganos de Sacromonte, que recebeu uma menção honrosa. Na exposição de 1863, suas pinturas Cego de Toledo e Pousada de San Rafael em Córdova foram adquiridas pela prefeitura de Baiona.
Nos Salões de 1864 a 1867, apresentou Vendedor de frutas em Sevilha, Mendigos no hospício de Córdova, Praça de São Francisco em Sevilha, Contrabandistas e Emboscada de ladrões. Em 1868, recebeu a medalha de ouro do Salão dos Artistas de Paris pelo quadro Tribunal dos Reis Mouros em Granada; esta obra, comprada pelo Estado francês, foi sucessivamente mantida no Museu de Luxemburgo, no Palácio do Eliseu e no Ministério das Colônias. No início da década de 1870, abandonou o tema espanhol, voltando ao orientalismo de sua primeira época com a obra O sonho do crente.

## Últimos anos e legado
Em 1871, impactado pela Comuna de Paris, Zo se vê obrigado a deixar a capital e retornar a Baiona, sua cidade natal. Esse retorno marcou a consolidação de sua carreira profissional, sendo nomeado diretor da Escola de Desenho e de Pintura e conservador do Museu Municipal de Baiona. Ao mesmo tempo, ministrou aulas em seu estúdio privado, contribuindo para o desenvolvimento artístico local.
Durante esse período, Zo reduziu sua atividade artística, mas ainda assim apresentou, em 1875, uma obra intitulada Emboscada de ciganos no Salão dos Artistas. Essa fase também foi marcada por importantes condecorações, incluindo o título de Cavaleiro da Ordem de Carlos III da Espanha em 1876, a Ordem das Palmas Acadêmicas, a Cruz da Real Ordem de Isabel a Católica em 1880 e o grau de Cavaleiro da Ordem Nacional da Legião de Honra em 1886, demonstrando o grande reconhecimento obtido tanto na Espanha quanto em Portugal.
Em 1888, Zo deixou Baiona e se estabeleceu novamente em Bordéus, onde passou a última fase de sua vida. No ano seguinte, torna-se diretor da Escola de Belas Artes de Bordéus, abrindo simultaneamente um estúdio privado na cidade que se torna famoso por seu eficaz método pedagógico. Em 2 de março de 1901, Jean-Baptiste Achille Zo falece em Bordéus, vítima dos ferimentos causados após ser atropelado por uma carruagem puxada por cavalos. Seu legado artístico perdura em obras mantidas em numerosas coleções particulares, além dos museus de Dijon, Lião, Luxemburgo de Paris, Ruão, Rochela, Tarbes, Marselha e no Museu Bonnat-Helleu de Baiona.